# Sukhothai (FS-442)
La Sukhothai (distintivo ottico FS-442), in thailandese เรือหลวงสุโขทัย, era una corvetta della Regia marina thailandese, seconda e ultima unità della classe Ratanakosin. La nave prendeva il nome dal Regno di Sukhothai, tradizionalmente considerato il primo regno thailandese. La nave fece naufragio il 18 dicembre 2022 durante una tempesta nel Golfo del Siam.

## Costruzione
La Sukhothai era una corvetta della classe Ratanakosin. Ordinata per la Regia marina thailandese il 9 maggio 1983, la nave fu costruita dalla Tacoma Boatbuilding Company a Tacoma, Washington, il 26 marzo 1984. La nave aveva le seguenti dimensioni: 76,8 m di lunghezza, 9,6 m di larghezza, con un dislocamento di 960 tonnellate a pieno carico. La classe condivide le caratteristiche costruttive con la classe Badr della Regia marina saudita. La nave era alimentata da due motori diesel azionati da due alberi di trasmissione, che fornivano una velocità massima di 26 nodi (48 km/h) e un'autonomia di 3 000 miglia nautiche (5 600 km) a 16 nodi (30 km/h). L'equipaggio era composto da 87 uomini, di cui 15 ufficiali.
La Sukhothai venne varata il 20 luglio 1986. Prendeva il nome dal Regno di Sukhothai, che è tradizionalmente considerato il primo regno thailandese. Il ruolo previsto per le unità della classe Ratanakosin era quello di fornire capacità missilistica terra-terra e terra-aria su una nave altamente manovrabile. Le navi venero utilizzate dagli squadroni di attacco rapido della Marina thailandese.

## Armamento
La Sukhothai era armata con due lanciamissili superficie-superficie AGM-84 Harpoon. Possedeva pure un lanciamissili terra-aria Aspide della Selenia Alsag. L'armamento di artiglieria della nave era rappresentato da un cannone OTO Melara da 76 mm supportato da un doppio cannone Breda da 40 mm e da un cannone automatico Rheinmetall MK 20 Rh 202 da 20 mm. Il suo armamento siluristico era costituito da due tubi lanciasiluri per navi di superficie Mark 32 tripli, armati di siluri Stingray.

## Servizio
La nave naufragò durante una tempesta nel Golfo di Thailandia il 18 dicembre 2022. La nave sviluppò un malfunzionamento ai sistemi elettronici dopo che le pompe si erano guastate a causa di alcuni allagamenti. I guasti furono causati dall'ingresso dell'acqua di mare attraverso una porta di scarico durante la tempesta, cosa che provocò un cortocircuito nell'impianto elettrico della nave. Affondò intorno alle 23:30 ora locale (UTC+7). Un avviso meteorologico per l'area era stato emesso dal Dipartimento meteorologico thailandese prima dell'affondamento, il quale prevedeva onde alte fino a 4 metri e consigliava alle navi di "procedere con cautela".
I soccorsi salvarono 75 marinai, compresi alcuni uomini recuperati dall'acqua, ma al 19 dicembre 31 membri dell'equipaggio dei 106 a bordo risultarono dispersi.
La Sukhothai era di pattuglia circa 17 miglia nautiche (32 km) a est di Bang Saphan, nella provincia di Prachuap Khiri Khan, quando venne colpita dalla tempesta il 18 dicembre. Altre navi militari ed elicotteri furono inviati in assistenza, ma solo la HTMS Kraburi raggiunse la nave prima che affondasse, raccogliendo la maggior parte del suo equipaggio. Undici sopravvissuti furono portati in ospedale mentre 40 furono portati in un centro di accoglienza. Ventuno persone dell'equipaggio vennero dichiarate disperse, con un morto acertato. 84 membri dell'equipaggio frurono tratti in salvo, 47 dalla Kraburi, 4 da rimorchiatori sconosciuti, 20 dalla MT Sri Chaiya, 2 da una petroliera sconosciuta e 2 dalla MT Straits Energy. Almeno tre dei sopravvissuti rimasero gravemente feriti.